# Campeonato Argentino de Rugby 1970
El Campeonato Argentino de Rugby de 1970 fue la vigésimo-sexta edición del torneo de uniones regionales organizado por la Unión Argentina de Rugby. Se llevó a cabo entre el 18 de julio y el 17 de agosto de 1970. La Unión de Rugby de Mar del Plata fue designada como la sede de las fases finales del torneo por primera vez en su historia.
Participó por primera vez la Unión de Rugby Austral, unión regional fundada en 1965 y afiliada a la UAR en 1969. Esta unión representa a los clubes de la Cuenca del Golfo San Jorge, la cual se extiende sobre las provincias de Chubut y Santa Cruz.
La Unión Cordobesa de Rugby clasificó a la final del torneo por segunda vez en su historia (la primera en 1963) enfrentándose nuevamente a Buenos Aires. El equipo de la UAR se impuso 38-0.

## Equipos participantes
Participaron de esta edición catorce equipos: trece uniones provinciales y la Unión Argentina de Rugby, representada por el equipo de Buenos Aires. 
| Equipo         | Unión                                                |
| -------------- | ---------------------------------------------------- |
| Alto Valle     | Unión de Rugby del Alto Valle de Río Negro y Neuquén |
| Austral        | Unión de Rugby Austral                               |
| Buenos Aires   | Unión Argentina de Rugby                             |
| Córdoba        | Unión Cordobesa de Rugby                             |
| Cuyo           | Unión de Rugby de Cuyo                               |
| Jujuy          | Unión Jujeña de Rugby                                |
| Mar del Plata  | Unión de Rugby de Mar del Plata                      |
| Nordeste       | Unión de Rugby del Nordeste                          |
| Rosario        | Unión de Rugby de Rosario                            |
| San Juan       | Unión Sanjuanina de Rugby                            |
| Santa Fe       | Unión Santafesina de Rugby                           |
| Sur            | Unión de Rugby del Sur                               |
| Tucumán        | Unión de Rugby de Tucumán                            |
| Valle de Lerma | Unión de Rugby del Valle de Lerma                    |

## Partidos

### Rueda preliminar
| 18 de julio | Tucumán             | 3 - 9   | Cuyo                                            | Tucumán,                          |                                   |
|             | Penales: U. Perondi | Reporte | Tries: O. Terranova R. Irañeta Penales: C. Dora | Árbitro(s): Oscar Menhe (Córdoba) | Árbitro(s): Oscar Menhe (Córdoba) |

| 19 de julio | Alto Valle                                                                   | 16 - 5  | Austral                                     | Neuquén,                           |                                    |
|             | Tries: J. Russo A. Saravia L. Honorio try penal Conversiones: L. Honorio (2) | Reporte | Tries: J. J. Alvarez Conversiones: F. Salso | Árbitro(s): Rafael Loson (Rosario) | Árbitro(s): Rafael Loson (Rosario) |

|  | Octavos de final | Octavos de final | Octavos de final |              |                | Cuartos de final | Cuartos de final | Cuartos de final |    |  | Semifinales  | Semifinales  | Semifinales  |               |               | Final         | Final         | Final        |  |
|  | 26 de julio      | 26 de julio      | 26 de julio      |              |                | 2 al 5 de agosto | 2 al 5 de agosto | 2 al 5 de agosto |    |  | 15 de agosto | 15 de agosto | 15 de agosto |               |               | 17 de agosto  | 17 de agosto  | 17 de agosto |  |
|  |                  |                  |                  |              |                |                  |                  |                  |    |  |              |              |              |               |               |               |               |              |  |
|  |                  |                  |                  |              |                |                  |                  |                  |    |  |              |              |              |               |               |               |               |              |  |
|  |                  |                  |                  |              |                |                  |                  |                  |    |  |              |              |              |               |               |               |               |              |  |
|  |                  |                  |                  |              |                |                  |                  |                  |    |  |              |              |              |               |               |               |               |              |  |
|  |                  |                  |                  |              |                |                  |                  |                  |    |  |              |              |              |               |               |               |               |              |  |
|  |                  |                  |                  |              |                |                  |                  |                  |    |  |              |              |              |               |               |               |               |              |  |
|  |                  |                  |                  |              |                |                  |                  |                  |    |  |              |              |              |               |               |               |               |              |  |
|  |                  |                  |                  |              |                |                  |                  |                  |    |  |              |              |              |               |               |               |               |              |  |
|  |                  |                  |                  |              |                |                  |                  |                  |    |  |              |              |              |               |               |               |               |              |  |
|  |                  |                  |                  |              |                |                  |                  |                  |    |  |              |              |              |               |               |               |               |              |  |
|  |                  |                  |                  |              |                |                  |                  |                  |    |  |              |              |              |               |               |               |               |              |  |
|  |                  |                  |                  |              |                |                  | Mar del Plata    | Mar del Plata    | 3  |  |              |              |              |               |               |               |               |              |  |
|  |                  |                  |                  |              |                |                  |                  |                  | 3  |  |              |              |              |               |               |               |               |              |  |
|  |                  |                  | Córdoba          | Córdoba      | 18             |                  |                  |                  |    |  |              |              |              |               |               |               |               |              |  |
|  | Santa Fe         | Santa Fe         | Córdoba          | Córdoba      | 18             | 8                |                  |                  |    |  |              |              |              |               |               |               |               |              |  |
|  | Santa Fe         | Santa Fe         |                  |              |                |                  |                  |                  |    |  |              |              |              |               |               |               |               |              |  |
|  | Córdoba          | Córdoba          | 13               |              |                |                  |                  |                  |    |  |              |              |              |               |               |               |               |              |  |
|  | Córdoba          | Córdoba          | 13               |              | Córdoba        | Córdoba          | 13               |                  |    |  |              |              |              |               |               |               |               |              |  |
|  |                  |                  |                  |              | Córdoba        | Córdoba          | 13               |                  |    |  |              |              |              |               |               |               |               |              |  |
|  |                  |                  | Rosario          | Rosario      | 6              |                  |                  |                  |    |  |              |              |              |               |               |               |               |              |  |
|  | Rosario          | Rosario          | Rosario          | Rosario      | 6              | 21               |                  |                  |    |  |              |              |              |               |               |               |               |              |  |
|  | Rosario          | Rosario          |                  |              |                |                  |                  |                  |    |  |              |              |              |               |               |               |               |              |  |
|  | Nordeste         | Nordeste         | 8                |              |                |                  |                  |                  |    |  |              |              |              |               |               |               |               |              |  |
|  | Nordeste         | Nordeste         | 8                |              |                |                  |                  |                  |    |  |              |              |              |               | Córdoba       | Córdoba       | 0             |              |  |
|  |                  |                  |                  |              |                |                  |                  |                  |    |  |              |              |              |               | Córdoba       | Córdoba       | 0             |              |  |
|  |                  |                  | Buenos Aires     | Buenos Aires | 38             |                  |                  |                  |    |  |              |              |              |               |               |               |               |              |  |
|  | Alto Valle       | Alto Valle       | Buenos Aires     | Buenos Aires | 38             | 3                |                  |                  |    |  |              |              |              |               |               |               |               |              |  |
|  | Alto Valle       | Alto Valle       |                  |              |                |                  |                  |                  |    |  |              |              |              |               |               |               |               |              |  |
|  | Sur              | Sur              | 12               |              |                |                  |                  |                  |    |  |              |              |              |               |               |               |               |              |  |
|  | Sur              | Sur              | 12               |              | Sur            | Sur              | 5                |                  |    |  |              |              |              |               |               |               |               |              |  |
|  |                  |                  |                  |              | Sur            | Sur              | 5                |                  |    |  |              |              |              |               |               |               |               |              |  |
|  |                  |                  | Buenos Aires     | Buenos Aires | 47             |                  |                  |                  |    |  |              |              |              |               |               |               |               |              |  |
|  | Buenos Aires     | Buenos Aires     | Buenos Aires     | Buenos Aires | 47             | bye              |                  |                  |    |  |              |              |              |               |               |               |               |              |  |
|  | Buenos Aires     | Buenos Aires     |                  |              |                |                  |                  |                  |    |  |              |              |              |               |               |               |               |              |  |
|  |                  |                  |                  |              |                |                  |                  |                  |    |  |              |              |              |               |               |               |               |              |  |
|  |                  |                  |                  |              |                |                  | Buenos Aires     | Buenos Aires     | 46 |  |              |              |              |               |               |               |               |              |  |
|  |                  |                  |                  |              |                |                  |                  |                  | 46 |  |              |              |              |               |               |               |               |              |  |
|  |                  |                  | Cuyo             | Cuyo         | 0              |                  |                  |                  |    |  |              |              |              |               |               |               |               |              |  |
|  | Jujuy            | Jujuy            | Cuyo             | Cuyo         | 0              | 14               |                  |                  |    |  |              |              |              |               |               |               |               |              |  |
|  | Jujuy            | Jujuy            |                  |              |                |                  |                  |                  |    |  |              |              |              |               |               |               |               |              |  |
|  | Valle de Lerma   | Valle de Lerma   | 19               |              |                |                  |                  |                  |    |  |              |              |              |               |               |               |               |              |  |
|  | Valle de Lerma   | Valle de Lerma   | 19               |              | Valle de Lerma | Valle de Lerma   | 3                |                  |    |  |              |              |              |               | Tercer puesto | Tercer puesto | Tercer puesto |              |  |
|  |                  |                  |                  |              | Valle de Lerma | Valle de Lerma   | 3                |                  |    |  |              |              |              |               | Tercer puesto | Tercer puesto | Tercer puesto |              |  |
|  |                  |                  | Cuyo             | Cuyo         | 34             |                  |                  |                  |    |  |              |              |              |               |               |               |               |              |  |
|  | San Juan         | San Juan         | Cuyo             | Cuyo         | 34             | 12               |                  |                  |    |  |              |              |              | Mar del Plata | Mar del Plata | 15            |               |              |  |
|  | San Juan         | San Juan         |                  |              |                |                  |                  |                  |    |  |              |              |              | Mar del Plata | Mar del Plata | 15            |               |              |  |
|  | Cuyo             | Cuyo             | 39               |              |                |                  |                  |                  |    |  |              |              |              |               |               | Cuyo          | Cuyo          | 23           |  |
|  | Cuyo             | Cuyo             | 39               |              |                |                  |                  |                  |    |  |              |              |              |               |               | Cuyo          | Cuyo          | 23           |  |
|  |                  |                  |                  |              |                |                  |                  |                  |    |  |              |              |              |               |               |               |               |              |  |

### Octavos de final
| 26 de julio | Santa Fe                                                         | 8 - 13  | Córdoba                                                                  | Santa Fe,                   |                             |
|             | Tries: P. Giardini Conversiones: J. Aguilera Penales: L. Susmann | Reporte | Tries: M. Pianillo J. Martínez D. Torrecilla Conversiones: L. Capell (2) | Árbitro(s): Pedro M. Guraya | Árbitro(s): Pedro M. Guraya |

| 26 de julio | Rosario                                                                                                | 21 - 8  | Nordeste                                                    | Atlético del Rosario, Rosario        |                                      |
|             | Tries: C. Blanco M. Constante M. Bouza E. España J. L. Imhoff Conversiones: M. Escalante (2) J. Seaton | Reporte | Tries: A. Viegas Conversiones: F. Villar Penales: F. Villar | Árbitro(s): Juan C. Fontán (Córdoba) | Árbitro(s): Juan C. Fontán (Córdoba) |

| 26 de julio | Alto Valle | 3 - 12  | Sur | Neuquén,                                 |                                          |
|             |            | Reporte |     | Árbitro(s): Sergio Losada (Buenos Aires) | Árbitro(s): Sergio Losada (Buenos Aires) |

| 26 de julio | Jujuy                                                                         | 14 - 19 | Valle de Lerma                                                                 | Jujuy, |  |
|             | Tries: J. Balut T. Morcillo Conversiones: J. Esper Penales: J. Esper E. Galán | Reporte | Tries: H. Medina (2) R. Lobos J. Torres J. Biazutti Conversiones: R. Salim (2) |        |  |

| 26 de julio | San Juan               | 12 - 39 | Cuyo | San Juan,                                |                                          |
|             | Penales: J. Avelín (4) | Reporte | Tries: C. Guiñazú (2) R. Tarquini F. Rufo M. Brandi L. Ramos H. Castellani Conversiones: E. Naviera (5) M. Brandi Penales: E. Naviera Drops: O. Terranova | Árbitro(s): Waldemar Schaufler (Rosario) | Árbitro(s): Waldemar Schaufler (Rosario) |

### Cuartos de final
| 2 de agosto | Córdoba                                                          | 13 - 6  | Rosario                                  | Córdoba,                                   |                                            |
|             | Tries: J. Vera G. Riveca J. Martínez Conversiones: L. Capell (2) | Reporte | Penales: M. Escalante Drops: J. Scilabra | Árbitro(s): Ricardo Colombo (Buenos Aires) | Árbitro(s): Ricardo Colombo (Buenos Aires) |

| 2 de agosto | Sur                                         | 5 - 47  | Buenos Aires | Bahía Blanca,                                 |                                               |
|             | Tries: A. Subota Conversiones: C. Legorburu | Reporte | Tries: C. Martínez (2) H. Miguens (2) M. Walther (2) A. Etchegaray A. Travaglini H. Silva N. Carbone J. Otaola Conversiones: R. Spagnol (7) | Árbitro(s): Oscar A. Espinosa (Mar del Plata) | Árbitro(s): Oscar A. Espinosa (Mar del Plata) |

| 5 de agosto | Valle de Lerma      | 3 - 34  | Cuyo | Salta,                                |                                       |
|             | Penales: F. Cornejo | Reporte | Tries: R. Tarquini (2) O. Terranova (2) M. Brandi C. Navesi Conversiones: E. Naviera (5) Penales: E. Naviera Drops: C. Navesi | Árbitro(s): Roberto Moreno (Santa Fe) | Árbitro(s): Roberto Moreno (Santa Fe) |

### Semifinales
| 15 de agosto | Mar del Plata     | 3 - 18  | Córdoba                                                                        | Mar del Plata,                            |                                           |
|              | Tries: D. Filippa | Reporte | Tries: J. Martínez (2) D. Torrecilla Penales: L. Capell (3) Drops: J. Martínez | Árbitro(s): Bruno Bertelli (Buenos Aires) | Árbitro(s): Bruno Bertelli (Buenos Aires) |

| 15 de agosto | Buenos Aires | 46 - 0  | Cuyo | Mar del Plata,                               |                                              |
|              | Tries: M. Walther (3) H. Miguens (2) C. Martínez R. Spagnol H. Silva M. Pascual A. Rodríguez Jurado Conversiones: L. Gradin (5) Penales: L. Gradin (2) | Reporte |      | Árbitro(s): Manuel Peralta Ramírez (Córdoba) | Árbitro(s): Manuel Peralta Ramírez (Córdoba) |

### Tercer puesto
| 16 de agosto | Mar del Plata                             | 15 - 23 | Cuyo                                                                         | Mar del Plata,                               |                                              |
|              | Tries: J. Alsina Penales: G. Isabella (4) | Reporte | Tries: O. Terranova try penal Conversiones: E. Gandía Penales: E. Gandía (5) | Árbitro(s): Manuel Peralta Ramírez (Córdoba) | Árbitro(s): Manuel Peralta Ramírez (Córdoba) |

### Final
| 17 de agosto | Córdoba | 0 - 38  | Buenos Aires | Mar del Plata,                           |                                          |
|              |         | Reporte | Tries: M. Walther (2) A. Travaglini L. Gradin A. Rodríguez Jurado R. Loyola C. Martínez Conversiones: L. Gradin (4) Penales: L. Gradin (3) | Árbitro(s): Fernando Malmierca (Tucumán) | Árbitro(s): Fernando Malmierca (Tucumán) |

|                      |
| Buenos Aires Campeón |
| Octavo título        |